# Psychiatrická nemocnice Brno
Psychiatrická nemocnice Brno je zdravotnické zařízení v Brně. Sídlí v Černovicích v Húskově ulici a disponuje přibližně 800 lůžky.
Nemocnice je příspěvkovou organizací Ministerstva zdravotnictví.

## Historie
V polovině 19. století se v Brně nacházela dvě zařízení pro duševně nemocné – v nemocnici milosrdných bratří a v nemocnici u svaté Anny. Nový, rozlehlý areál Zemského ústavu pro choromyslné byl vybudován na volné ploše za městem, vedle tehdy samostatné obce Černovice. V letech 1861–1863 zde byla podle plánů stavitelů Josepha Seiferta a Ludwiga von Zettla postavena stavitelem Josefem Arnoldem rozsáhlá novorenesanční hlavní budova (kapacita 336 lůžek) s kaplí a vnitřním nádvořím, která byla doplněna dalšími objekty. Celý komplex byl umístěn v parku podle návrhu Antona Schebaneka. Sochařské a kamenické práce dodal Adolf Loos, otec architekta Adolfa Loose. Mezi lety 1881 a 1885 bylo v parku postaveno několik menších samostatných pavilonů.
V nemocničním parku dnes stojí tři skulptury:
- barokní socha Neptuna před hlavní budovou
- socha Slunce
- bronzová socha císaře Josefa II., autor modelu Anton Brenek (1890), odlita v Blansku;[4] pochází z panovníkova pomníku, který od roku 1892 stál na nynějším Moravském náměstí před Německým domem a byl v roce 1919 stržen; socha byla restaurována a do areálu nemocnice umístěna v roce 1988.[5]

Území nemocnice bylo v roce 1869 přičleněno k Brnu jako nově zřízené katastrální území Zábrdovice II. Katastr tak tvořil enklávu na území tehdy samostatné obce Černovice, která se součástí Brna stala až v roce 1919. Katastrální území Zábrdovice II bylo roku 1936 přičleněno k Zábrdovicím a později zpět k Černovicím.
Současné jméno má nemocnice od roku 2013, do té doby nesla název Psychiatrická léčebna Brno. Podle předpokladu z roku 2018 měl do roku 2021 v areálu nemocnice vzniknout nový pavilon rehabilitační péče.
Průčelí tří budov nemocnice bylo do roku 1987 chráněno jako kulturní památka.